# اوزن‌قویی
اوزن‌قویی۱ روستایی است که در استان اردبیل، شهرستان پارس‌آباد، بخش تازه‌کند، دهستان تازه‌کند قرار دارد.

## جمعیت
بر اساس سرشماری سال ۱۳۸۵ جمعیت این روستا ۴۶۶ نفر با ۱۰۷ خانوار بوده‌است.